# تورنته ۴: بحران مرگبار
تورنته ۴: بحران مرگبار (اسپانیایی: Torrente 4: Lethal Crisis‎) یک فیلم کمدی سیاه اسپانیایی به کارگردانی سانتیاگو سگورا است که در سال ۲۰۱۱ منتشر شد و در گیشه با موفقیت خوبی مواجه شد.

## بازیگران اصلی
- سانتیاگو سگورا
- سیلویا آبریل
- تونی لوبلان
- یون گونسالس
- داوید بیسبال
- رودولفو چیکیلی‌کواتره
- آنا ابره‌گُن

## حضور افتخاری
- سسک فابرگاس
- سرخیو راموس
- سرخیو آگوئرو
- گونسالو ایگواین
- آلوارو آربه‌لوآ
- رائول آلبیول
- گران ویومینگ
- اندرئو بوئنافوئنته
- کارلوس آرسس
- ارنستو سبیا
- خوسه‌لیتو
- خوانیتو ناوارو
- خسوس بونیا
- فرناندو استسو
- یولاندا راموس